# Kolej Val Gardena
Kolej Val Gardena lub Klausen-Plan – kolej wąskotorowa w Val Gardena w paśmie górskim Dolomity, Włochy. Została wybudowana w 1915 roku, kiedy region ten był częścią Austro-Węgier. Całkowita długość trasy wynosiła 31 kilometrów. Zlikwidowano ją w 1960 roku.

## Bibliografia

Trasa kolejki

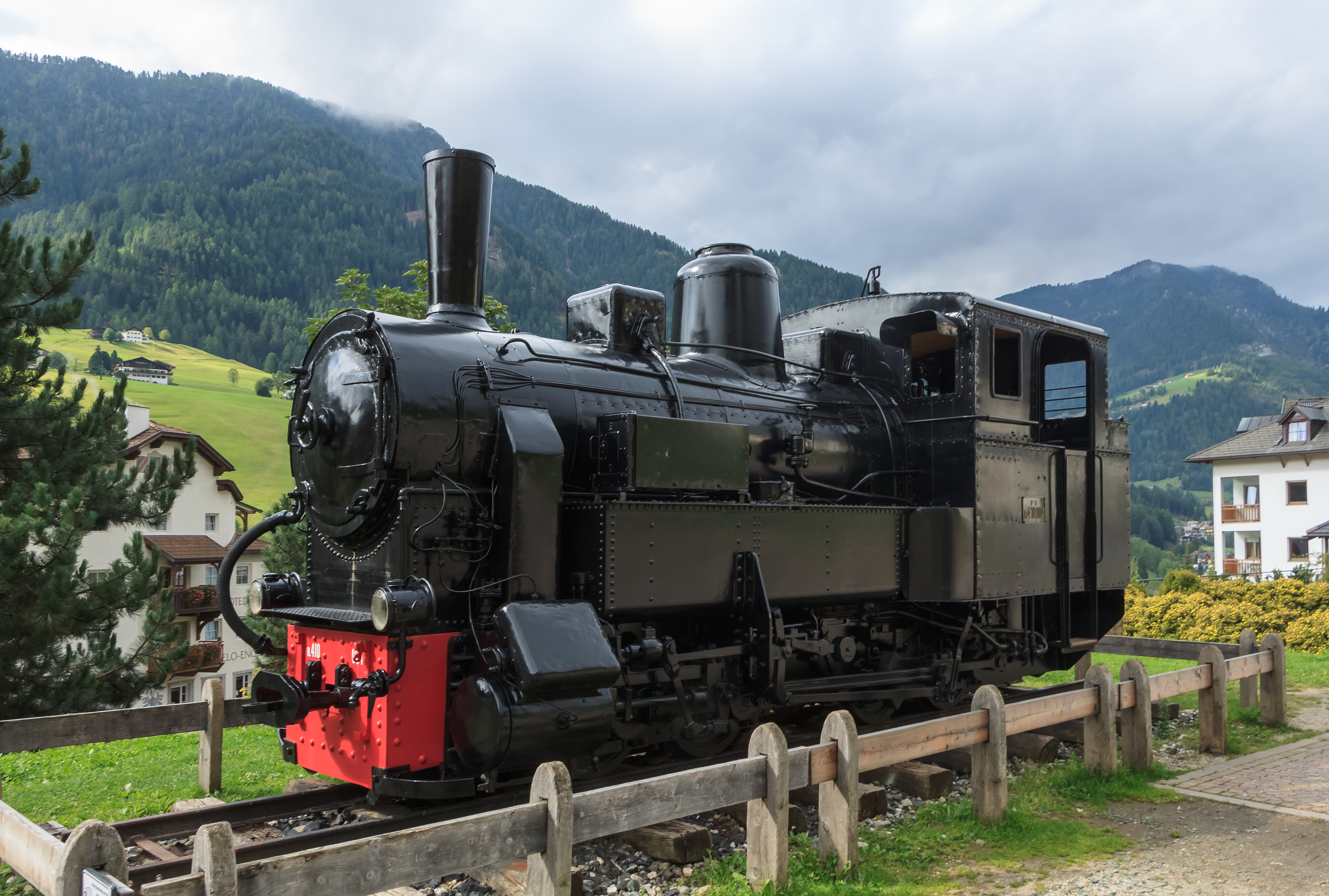
Jedna z lokomotyw, które zachowały się w miejscowym parku